# Gary Shaw (labdarúgó, 1961)
Gary Shaw (Solihull, 1961. január 21. – Birmingham, 2024. szeptember 16.) korosztályos válogatott angol labdarúgó, csatár.

## Pályafutása

### Klubcsapatban
1977-től játszott az Aston Villa korosztályos csapatában, majd 1978-ban az első csapatban is bemutatkozott. Tagja volt az 1980–81-es idényben angol bajnoki, majd az 1981–82-es szezonban BEK-győztes együttesnek. 1983 szeptemberében egy térdsérülés szakította meg ígéretes karrierjét. Felépülése után újra szerepelt az Aston Villa csapatában egészen az 1987–88-as idényig. 1987-ben kölcsönben a Blackpool játékosa volt.
1988-ban a dán Kjøbenhavns, 1988 és 1990 között az osztrák Austria Klagenfurt, 1990-ben a Walsall, majd a skót Kilmarnock, 1990–91-ben a Shrewsbury Town játékosa volt. 1991–92-ben a hongkongi Ernest Borel csapatában fejezete az aktív játékot.

### A válogatottban
1981–82-ben hét alkalommal szerepelt az angol U21-es válogatottban és két gólt szerzett. Az 1982-es spanyolországi világbajnokság előtt szerepelt azon a negyven fős listán, akikből a 22-es világbajnoki keretet kiválasztották, de végül nem került be a legjobbak közé és az A-válogatottban sem szerepelt később.

## Halála
2024. szeptember 9-én egy esést követően fejsérülést szenvedett birminghami otthonában és súlyos állapotban szállították kórházba. Szeptember 16-án 63 éves korában hunyt el.

## Sikerei, díjai
- Az év fiatal angol labdarúgója (PFA) (1981)

 Aston Villa
- Angol bajnokság
  - bajnok: 1980–81
- Bajnokcsapatok Európa-kupája (BEK)
  - győztes: 1981–82
- UEFA-szuperkupa
  - győztes: 1982